# Phlyctenactis
Phlyctenactis är ett släkte av koralldjur. Phlyctenactis ingår i familjen Actiniidae.
Kladogram enligt Catalogue of Life:
| Phlyctenactis | \| \| Phlyctenactis morrisoni \| \| \| \| \| \| Phlyctenactis tuberculosa \| \| \| \| |
|               | \| \| Phlyctenactis morrisoni \| \| \| \| \| \| Phlyctenactis tuberculosa \| \| \| \| |
|               | Phlyctenactis morrisoni                                                               |
|               |                                                                                       |
|               | Phlyctenactis tuberculosa                                                             |
|               |                                                                                       |